# Fondo (urbanistica)
Un fondo, in urbanistica, è un appezzamento di terreno, misurabile in estensione superficiale e utile per ricavare gli indici di edificabilità. I fondi, essendo beni immobili, figurano nelle divisioni catastali.